# Поженик
Поженик (словен. Poženik) — поселення в общині Церклє-на-Горенськем, Горенський регіон, Словенія. Висота над рівнем моря: 383,2 м.